# パナップ
パナップ（panapp）は、江崎グリコから発売されているカップタイプのアイスクリーム。1978年販売開始。バニラアイスクリームの中にフルーツ味などのソースが充填されており、40年に渡って現在でも販売されているロングセラー商品の一つ。

## 概要
商品のコンセプトは、当時若い女性の間で流行していた、ロングスプーンを使ってパフェを食べるスタイルを気軽に楽しむというもので、商品名も「パフェ」と「カップ」を組み合わせた造語からである。
アイスの中に縦向きにソースが充填されているアイスとして知られ、1988年にチョコレート味がラインナップに加わってからは売上げが1.5倍にまで増え、さらに1990年には発売当初の2.5倍と過去最高の売上げを記録した。
しかし1990年代後半以降に「明治エッセルスーパーカップ」が発売されてからは、各メーカーによるアイスクリームの主力商品が「量が多く安くて美味しいバニラカップアイス」へと移行する中、江崎グリコも生乳を使ったバニラカップアイス「牧場しぼり」を発売するなど社内競争も激化し、またスナックやチョコレートなど通常のお菓子類と違ってアイスクリームは冷凍ショウケース内のみと売り場面積が決まっているため、その限られたスペースの中での取り合いに巻き込まれたパナップはアイスクリーム売場から追い出されて取り扱い店舗が減少するなど売上が低迷、2000年には全盛期だった1990年の半分以下に、2008年には全盛期の5分の1にまで売上げが落ち込み、一時はブランド存続の危機に見舞われたという。
その後、発売から32年が経った2010年3月に大規模なリニューアルを断行。開発担当者がパイのミルフィーユから着想を得て、これまでパナップ最大の特徴であった３～４あるハート型の縦ソースを、ホワイトチョコレートと重ねた層状に横ソースとして充填されるようになり、これによりチョコレートのパリパリとした食感がするようになった。この新しい食感が受け、リニューアル後は売上を一気に全盛期に近い水準にまで回復した。
リニューアル前では、2003年に縦ソースが顔型に充填されたものが時折現れる「スマイルパナップ」が口コミにより人気を集め、まゆ毛のスマイルやハート・ニコニコ顔・アザラシなどのスマイルも発売された。近年ではマルチパック、ミニセレといったスモールサイズで発売当初のパナップを再現した縦ソースタイプが生産されており、スマイルパナップはマルチパックとミニセレのラインナップとして現在でも販売されている。
2015年には、最初から最後まで満遍なくアイスとソースのバランスを味わうことができると、充填されているソースがトルネード状になった最新リニューアルとして発売された。

## 種類
2024年6月現在
- グレープパフェ
- つぶつぶいちごパフェ
- ミルクチョコレートパフェ
- マルチパック（いちご・ぶどう・白桃）３種 のフルーツパフェ

過去/期間限定のラインナップ
- ショコラ
- キャラメル
- 抹茶黒みつ
- チョコ＆カフェラテ
- カフェラテ
- 生チョコ
- ストロベリー
- ストロベリーまたはいちごヨーグルト
- チョコバナナ
- シチリアレモン
- 国産メロン
- ダブルチョコミント
- マルチパック（ショコラセレクション-プラリネ仕立て-カフェ＆ショコラ・バニラ＆ショコラ・ダブルショコラ)
- いちご
- キウイ
- アルフォンソマンゴー
- ショコラマーブル
- 国産白桃

## 歴代CMキャラクター

### 現在
- 芦田愛菜

### 過去
- 比企理恵
- 芳本美代子
- 小沢なつき
- 桜井幸子
- 牧瀬里穂
- 石原さとみ
- 松田聖子
- 神田沙也加
- 仲間由紀恵
- 加藤ローサ
- 藤本美貴
- 吉高由里子
- 笑福亭鶴瓶